# Pamiętnik Warszawski (1929–1931)
Pamiętnik Warszawski – kwartalnik, a następnie miesięcznik ukazujący się w Warszawie w latach 1929–1931.
Pismo zajmowało się szeroko pojętą publicystyką społeczną, literaturą, teatrem, historią, nauką. Na łamach pisma między innymi publikowali: Wacław Borowy (1890–1950), Aleksander Brückner (1856–1939), Maria Dąbrowska (1889–1965), Stanisław Ossowski (1897–1963), Zenon Przesmycki (1867–1944). Z pismem byli też związani twórcy z grupy literackiej Skamander. Pismo było redagowane przez Wacława Berenta (1873–1940) i Ludwika Hieronima Morstina (1886–1966).